# Hey Arnold!: The Jungle Movie
Hey Arnold!: The Jungle Movie es una segunda película para televisión de dos partes y basada en la serie original de Nickelodeon Hey Arnold!, que se estrenó el 24 de noviembre de 2017. La película es una secuela tanto de Hey Arnold!: The Movie, de 2002, como también del episodio final de la serie, "The Journal", que igualmente se estrenó en 2004 y que fue parte de la quinta temporada. La película es el final de la historia del show. En España se estrenó el viernes 23 de febrero de 2018 y en Latinoamérica se estrenó el jueves 26 de abril de 2018.

## Argumento
Arnold (Mason Vale Cotton) y su mejor amigo Gerald (Benjamin Flores Jr.) planean hacer un video humanitario durante el verano, después de su quinto año de primaria, para ganar un viaje al país ficticio de San Lorenzo, en Centroamérica, donde fueron vistos por última vez los padres de Arnold. Intentan grabarse haciendo un hogar con basura para uno de sus amigos, el excéntrico Monkeyman ("Hombre Mono") (Craig Bartlett), pero todo se arruina cuando unos vagabundos destruyen la casa, por lo cual Arnold se va con el corazón roto.
Helga (Francesca Marie Smith), que secretamente está enamorada desde hace mucho tiempo de Arnold, usa varias imágenes que ha compilado a lo largo de los años para mostrar las buenas acciones de Arnold y todos en la ciudad sorprenden a Arnold con el video. El maestro de Arnold, el Sr. Simmons (Dan Butler), revela a todos que el video de Arnold ganó la competencia y él, sus compañeros de clase de la escuela pública 118, y la hermana mayor de Helga, Olga (Nika Futterman), viajarán a San Lorenzo.
Mientras está en el avión, el cerdo mascota de Arnold, Abner, se esconde en su mochila. Cuando todos llegan a San Lorenzo, son recibidos por el viejo amigo de los padres de Arnold, Eduardo. A bordo de un barco, Eduardo advierte en privado a Arnold de los peligros que la selva tiene para ofrecer y le da un amuleto que se dice que los lleva a los residentes de la ciudad perdida de San Lorenzo, la "Gente de Ojos Verdes". Más tarde esa noche, Helga trata de decirle a Arnold lo que siente por él, pero el grupo es atacado por "piratas". Después de conocer el secreto que Arnold les ocultaba, Gerald y el grupo se decepcionan de él.
Cuando todo el grupo ingresa al campamento base, Eduardo se revela como un mercenario llamado La Sombra (Alfred Molina), quien se disfrazó de Eduardo para engañar a Arnold y los demás. Él les dice a todos que el concurso para ganar la excursión escolar a San Lorenzo era una trampa para atraer a Arnold allí con el propósito de buscar a sus padres y ayudar a la tribu de los ojos verdes. Después de revelar su plan, él y sus hombres encarcelan a todos, y planea usar a Arnold para encontrar la ciudad perdida y saquear sus tesoros. Al rato, Helga y Gerald logran escapar, liberan a Arnold y usan el viejo diario del padre de Arnold para encontrar la ciudad. Sin que ellos lo sepan, La Sombra había anticipado esto y había colocado un chip rastreador en el collar de ojos verdes de Arnold.
Arnold y la pandilla logran evadir las trampas de la ciudad perdida, incluyendo a La Sombra, sacrificando a la mayoría de sus hombres para eludir las trampas en el proceso. Después de evadir las trampas, logran encontrar una aldea que está poblada por niños cuyos padres están contagiados de una enfermedad extraña.
Mientras tanto, Abner logra regresar a la casa de los abuelos de Arnold. Allí, el abuelo Phil (Dan Castellaneta) y la abuela Gertie (Tress MacNeille), ven esto como una señal de que Arnold está en problemas por lo que los dos se encuentran con los padres de Helga, Big Bob (Maurice LaMarche) y Miriam (Kath Soucie), en el aeropuerto dado que los Pataki habían recibido a través de los localizadores que Big Bob aún vende un mensaje de emergencia de la mejor amiga inteligente de Helga, Phoebe (Anndi McAfee). El grupo vuela en un avión alquilado a San Lorenzo, donde pronto ayudan a los otros niños a vencer a La Sombra y sus hombres.
En la ciudad, Arnold y los demás se dan cuenta de que los residentes de San Lorenzo lo adoran a él como si fuera un Dios. El grupo encuentra una estatua que se dice contiene un tesoro que puede conducir a una cura para la "enfermedad del sueño" que ha contaminado a la mayoría de la población adulta de la ciudad durante los últimos 9 años. Al rato, son acorralados por La Sombra, quien toma a Arnold como rehén y le roba la estatua, obligando a Arnold a abrirla usando el amuleto que llevaba puesto. El conjuro tiene éxito, y cuando La Sombra intenta llevarse el tesoro desde dentro, la estatua, reconociendo que él no es Arnold, le dispara en la frente con un dardo envenenado que hace que La Sombra se caiga del acantilado.
Luego, llega un hombre misterioso y se revela como el verdadero Eduardo (Carlos Alazraqui), que les dice que él era el "pirata" que los atacó antes, cuando en realidad estaba tratando de rescatar al grupo de La Sombra, este último vuelve a subir desde el acantilado y comienza una breve pelea con Eduardo al intentar clavarle el dardo envenenado a él, pero en el forcejeo el tesoro cae del acantilado y La Sombra pronto sucumbe al dardo venenoso cayendo de nuevo del acantilado muriendo inmediatamente. El grupo regresa a la ciudad, y Arnold finalmente ve a sus padres, Miles (también con voz de Bartlett) y Stella (Antoinette Stella), que están vivos pero han sido contaminados con la enfermedad del sueño. Sin el tesoro para liberar la cura a la población infectada, Helga usa el relicario con la foto de Arnold como reemplazo. Una vez puesto el relicario, el templo libera la cura y los infectados son revividos. Luego, Arnold y los niños de la ciudad se reúnen con sus padres. Esa noche, Arnold le agradece a Helga su lealtad y cuando finalmente se da cuenta de la profundidad de sus sentimientos por él, ella responde con sus evasivas de siempre pero viendo que llegó su oportunidad para ser correspondida por Arnold, ambos se besan hasta ser interrumpidos por Gerald y los padres de Arnold.
Tiempo después, Arnold se despierta en su habitación y se apresura a bajar las escaleras encontrando a Phil y Gertie en "huelga" y discutiendo con los inquilinos, solo que esta vez sus padres están presentes. Al salir de la casa, Arnold se despide de sus padres mientras se dirige a su primer día de sexto grado con Gerald, Phoebe y Helga. Allí se ve a Gerald y Phoebe tomados de la mano caminando hacia la escuela, lo que implica que son pareja. También se da a entender que Arnold y Helga son pareja a pesar de que ella continúa siendo hostil en público hacia Arnold. Los padres de Arnold caminan con él y sus amigos a la escuela y el Señor Simmons les recibe. Antes de entrar a la escuela, Arnold les dice a sus padres que los verá a las 3:30 de la tarde, hora de salida de la escuela cuyas puertas se cierran detrás de él.

## Elenco
La voz del elenco principal se compone de 19 diferentes actores de la serie original, y 11 miembros que reemplazan a actores anteriores que se retiraron o fallecieron.
| Personajes              | Actor/Actriz de voz original (Estados Unidos) | Actor/Actriz de doblaje (México) | Actor/Actriz de doblaje (España) |
| ----------------------- | --------------------------------------------- | -------------------------------- | -------------------------------- |
| Arnold Shortman         | Mason Vale Cotton                             | Héctor Ireta de Alba             | Roser Aldabó                     |
| Gerald Johanssen        | Benjamin Flores Jr.                           | Marc Winslow                     | Isabel Valls                     |
| Helga Pataki            | Francesca Marie Smith                         | Erika Langarica                  | Meritxell Ané                    |
| Phoebe Heyerdahl        | Anndi McAfee                                  | Azul Valadez                     | Ana María Camps                  |
| Abuelo Phil             | Dan Castellaneta                              | Jorge Roig                       | Vicente Gil                      |
| Abuela Gertie           | Tress MacNeille                               | Olga Hnidey                      |                                  |
| Gran Bob Pataki         | Maurice LaMarche                              | Óscar Garibay                    |                                  |
| Miriam Pataki           | Kath Soucie                                   | Adriana Casas                    | Yolanda Gispert                  |
| Olga Pataki             | Nika Futterman                                | Martha Martínez                  | Berta Cortés                     |
| Eugene                  | Gavin Lewis                                   | Isabel Romo                      | Chelo Vivares                    |
| Ernie                   | Dom Irrera                                    | Javier Otero                     |                                  |
| Oskar                   | Wally Wingert                                 | Daniel Abundis                   |                                  |
| Sr. Hyunn               | Wally Wingert                                 | Benjamín Rivera                  |                                  |
| Dino Spumoni            | Rick Corso                                    | Jorge Santos                     |                                  |
| Eduardo                 | Carlos Alazraqui                              | Igor Cruz                        | Joaquín Gómez                    |
| Stinky                  | Jet Jurgensmeyer                              | Carlos Mireles                   | Ana María Camps                  |
| Sid                     | Aiden Lewandowski                             | Diana Pérez                      | Noemí Bayarri                    |
| Harold                  | Justin Shenkarow                              | Pascual Meza                     |                                  |
| Gran Patty              | Danielle Judovits                             | Ximena de Anda                   |                                  |
| Nadine Lowenthal        | Laya DeLeon Hayes                             | Danann Galván                    | Ariadna Jiménez                  |
| Rhonda Wellington Lloyd | Olivia Hack                                   | Claudia Motta                    | Yolanda Gispert                  |
| Curly                   | Nicolas Cantu                                 | Wendy Malvárez                   | Noemí Bayarri                    |
| Sr. Simmons             | Dan Butler                                    | Jorge Ornelas                    | Carlos Lladó                     |
| Miles Shortman          | Craig Bartlett                                | Diego Estrada                    |                                  |
| Brainy                  | Craig Bartlett                                | Dan Frausto                      | Ana María Camps                  |
| Stella Shortman         | Antoniette Stella                             | Liliana Barba                    | Noemí Bayarri                    |
| Che                     | Lane Toran                                    | Armando Guerrero                 |                                  |
| Paulo                   | Jamil Walker Smith                            | Desconocido                      |                                  |
| La Sombra               | Alfred Molina                                 | Ricardo Méndez                   | Paco Gázquez                     |
| Chico del Pórtico       | Danny Cooksey                                 | Alberto Bernal                   |                                  |
| Insertos                | N/A                                           | Jorge Santos                     |                                  |
| Estudio de doblaje      | Salami Studios                                | Globo                            | Megara Desarrollos               |
| Dirección de doblaje    | Craig Bartlett                                | Benjamín Rivera                  | Joaquín Gómez                    |
| Dirección de casting    | Gene Vassilarros                              | Benjamín Rivera                  |                                  |
| Traducción y Adaptación | N/D                                           | Emiliano López Cervantes         |                                  |

Nota: En Latinoamérica sólo Claudia Motta, Isabel Romo, Víctor Delgado, Jorge Ornelas, Daniel Abundis, Liliana Barba y Olga Hnidey, entre algunos otros, regresaron para poner voz a sus personajes de la serie original.